# Ruggero Cappuccio
(Roberto De Simone, febbraio 2001, nella presentazione di Edipo a Colono di Ruggero Cappuccio)
Ruggero Cappuccio, all'anagrafe Ruggiero (Torre del Greco, 19 gennaio 1964), è uno scrittore e regista italiano.

## Biografia
Ruggero Cappuccio nasce a Torre del Greco il 19 gennaio 1964.
Cresce a Portici con la nonna materna Rachele del Giudice figura fondante nella formazione culturale dell’autore ed esponente di un’antica famiglia irradiatasi nei secoli a Roma, Amalfi, Napoli, Firenze, in Francia, in Sicilia e nel Cilento attraverso numerosi feudi retti da principi, duchi, baroni.
La famiglia paterna, radicata a Palermo, si sposta a Tramonti alla fine del settecento, trasferendosi in seguito nel Cilento.
La nonna paterna, Costanza Materazzi, è discendente dei baroni di Serramezzana, dove la famiglia detiene il suo feudo fin dal 1694, costruendovi la dimora storica oggi abitata dallo scrittore.
Si laurea presso la facoltà di lettere dell’Università di Salerno, discutendo con Achille Mango una tesi in Storia del Teatro su Edmund Kean. Il suo lavoro si concentra sugli aspetti del linguaggio teatrale.
Le sue opere, scritte in versi e prosa, si strutturano come partiture sonore in cui l’italiano, il napoletano, il siciliano e il veneziano, lasciano esplodere un’originalissima potenza sinfonica che abbraccia tradizione e modernità.
Tra il 1985 e il 1993 scrive per le pagine culturali di Paese Sera e Il Giornale di Napoli, collabora alla realizzazione di convegni e seminari con Franco Ruffini, Maurizio Grande, Giuseppe Bertolucci, Leo De Berardinis.
Cura numerose regie dando vita insieme con Nadia Baldi alla fondazione della Compagnia Teatro Segreto. Intorno ad essa si stringono due storici collaboratori e attori, Claudio Di Palma e Ciro Damiano con i quali porterà sulle scene italiane ed europee spettacoli come Delirio Marginale (Premio IDI ’93), Shakespea Re di Napoli (Premio Speciale drammaturgia Europea ’94) e Desideri Mortali.
Nel 1996 insieme con Leo De Berardinis e Alfonso Santagata, firma la regia di King Lear.
Nel 1997, con Il Sorriso di San Giovanni, ottiene il premio Candoni Arta Terme e il Premio UBU per la migliore Novità Italiana.
Nel 1998 Luca Ronconi, direttore del Teatro Stabile di Roma produce Tieste e Bacchidi, due riscritture tratte da Seneca e Plauto di cui l’autore cura anche la regia.
Nel 1999 è regista di Nina o sia La Pazza per Amore di Giovanni Paisiello coprodotta dal Teatro alla Scala e dal Piccolo Teatro di Milano, per la direzione d’orchestra di Riccardo Muti. La messinscena segna l’inizio di una proficua collaborazione con Muti, con cui Cappuccio realizza il Falstaff di Giuseppe Verdi in una storica edizione presso il Teatro di Busseto.
Sempre con Muti, Cappuccio cura l’allestimento de Il ritorno di Don Calandrino di Domenico Cimarosa che debutta nel 2007 al Festival di Salisburgo.
In qualità di regista lirico cura opere per il Maggio Musicale Fiorentino, per il Teatro dell’Opera di Roma, per Ravenna Festival, per il Teatro San Carlo di Napoli, per il Teatro Verdi di Trieste, collaborando con direttori come Pinchas Steinberg, Donato Renzetti, Boris Brott, Bruno Campanella, Francesco Lanzillotta.
Dal 2000 inizia a collaborare con le pagine culturali de Il Mattino e de La Repubblica.
Nel 2001 Einaudi pubblica nella Collana Classici del Teatro, Edipo a Colono con prefazione di Roberto De Simone.
Per il teatro e il cinema dirige attori, come Roberto Herlitzka, Alessandro Preziosi, Claudio Di Palma, Piera Degli Esposti, Lello Arena, Ciro Damiano, Massimo De Francovich, Maddalena Crippa, Chiara Muti, Marina Sorrenti, Laura Curino, Ermanna Montanari, Giovanni Esposito, Giovanni Crippa, Gea Martire, Peppe Servillo, Enzo Avitabile, Franca Abategiovanni.
Nel 2002 realizza Lighea, film prodotto da Rai Due, Rai Trade, Rai International, interpretato da Roberto Herlitzka e Claudio Di Palma.
Nello stesso anno Einaudi pubblica nella collana Classici del Teatro Shakespea Re di Napoli.
Nel 2003 realizza Il Sorriso dell’ultima notte, suo primo lungometraggio con Claudio Di Palma, Gea Martire, Giovanni Esposito, Chiara Muti, Nadia Baldi, prodotto da Maurizio Grimaldi.
Nel 2003 Assume la direzione artistica di Benevento Città Spettacolo, lo storico festival di Benevento fondato da Ugo Gregoretti. Cappuccio curerà il festival per quattro edizioni, articolando un programma multidisciplinare e riservando attenzione speciale alla drammaturgia contemporanea.
Nel 2007 pubblica con Sellerio La Notte dei due Silenzi, finalista al Premio Strega.
Nel 2010 esce per le edizioni Feltrinelli Fuoco su Napoli. Il romanzo, tradotto in Spagna con il titolo di Fuego sobre Napoles, ottiene il Premio Napoli e il Premio Vittorini.
Sempre nel 2010, insieme a Nadia Baldi fonda il Festival Segreti d’Autore. Ambientata tra castelli antichi, palazzi e borghi, la manifestazione specchia il fortissimo legame dell’artista con il Cilento.
Nel 2012 Einaudi stampa nella collana I Classici del Teatro Le Ultime sette parole di Caravaggio.
Nel 2015 cura regia e interpretazione del docufilm Paolo Borsellino Essendo Stato. Produzione Rai Uno e Rai Storia.
Nel 2016 esce per Feltrinelli La Prima luce di Neruda. Nello stesso anno Cappuccio assume l’incarico di direttore del Napoli Teatro Festival, divenuto poi Campania Teatro Festival.
Lo stesso anno scrive e mette in scena Spaccanapoli Times, che ottiene il Premio Olimpici del Teatro quale migliore novità italiana.
Nel 2019 Rimas Tuminas mette in scena l'Edipo a Colono di Cappuccio per Festival Pompei Theatrum Mundi. Nello stesso anno Paolo Borsellino Essendo Stato esce nelle edizioni Feltrinelli.
Nel 2020 scrive Resurrexit Cassandra, interpretato da Stella Holter e per la versione italiana da Sonia Bergamasco per la regia di Jan Fabre.
Nel 2021 l’editore Feltrinelli ristampa La Notte dei due Silenzi. Nello stesso anno sempre Feltrinelli pubblica Capolavoro d’Amore.

## Narrativa
- La notte dei due silenzi, Sellerio Editore 2007
- Fuoco su Napoli, Feltrinelli Editore 2010
- Fuego sobre Naples, Siruela Editore 2012
- La prima luce di Neruda, Feltrinelli Editore 2016
- Paolo Borsellino Essendo Stato, con i disegni di Mimmo Paladino e le fotografie di Lia Pasqualino, Feltrinelli Editore 2019
- La notte dei due silenzi, Feltrinelli Editore 2021
- Capolavoro d’Amore, Feltrinelli Editore 2021
- La prima luce di Neruda, Cina The commercial press 2022
- La principessa di Lampedusa, Feltrinelli editore 2024

## Teatro
- Desideri Mortali, Gremese Editore 1998
- Il sorriso di San Giovanni, Gremese Editore 1998
- Shakespea re di Napoli, Gremese Editore 1998
- Edipo a Colono, Einaudi Editore 2001
- Shakespea Re di Napoli, Einaudi Editore 2002
- Le ultime sette parole di Caravaggio, Einaudi Editore 2012

## Teatro - Opere
- Delirio Marginale, testo e regia 1994
- Shakespea Re di Napoli, testo e regia 1994
- Mai più amore per sempre, testo e regia 1995
- Desideri mortali, testo e regia 1996
- Nel tempo di un tango, testo e regia 1996
- De Profundis De Lear, testo e regia con Leo de Berardinis e Alfonso Santagata, 1996
- Il Sorriso di San Giovanni, testo e regia 1997
- Edipo a Colono, testo - regia Antonio Calenda 1997
- Tieste e Bacchidi, testo e regia 1998
- Lighea o i silenzi della memoria, testo e regia 1999
- Orlando furioso, testo e regia 2001
- Paolo Borsellino Essendo Stato, testo e regia 2004
- Shakespeare King of Naples, testo e regia 2006
- Edipo a Colono, testo e regia 2006
- Shakespea Re di Napoli, testo e regia 2008
- Le ultime sette parole di Caravaggio, testo e regia 2009
- Don Chisciotte, testo - regia di Nadia Baldi 2011
- Casanova, testo – regia Nadia Baldi 2014
- Sogno di una notte di mezza estate, testo – regia Claudio Di Palma 2015
- Spaccanapoli Times, testo regia e interpretazione, 2015
- L’arte Italiana del Furto, testo, regia e interpretazione 2016
- Don Chisciotte Circus, testo regia e interpretazione, 2017
- Edipo a Colono, testo – regia Rimas Tuminas 2019
- Resurrexit Cassandra, testo – regia Jan Fabre 2020
- Settimo Senso, testo – regia Nadia Baldi 2020
- Circus Don Chisciotte, testo – regia Antonio Latella 2023
- La principessa di Lampedusa, testo – regia di Sonia Bergamasco (2025)

## Filmografia
Nel 2001 gira Niente di straordinario, cortometraggio con Roberto Herlitzka e Claudio Di Palma, Nadia Baldi, Martina Baldi, Paola Greco, Annamaria Senatore, Katia Pietrobelli. Il film prodotto da Enzo Porcelli, è finalista ai Golden Globe 2002 e selezionato nello stesso anno al Torino Film Festival.
Nel 2002 dirige Lighea o i silenzi della memoria, film prodotto da Rai 2, Rai Trade, Rai International, interpretato da Roberto Herlitzka e Claudio Di Palma.
Nel 2003 cura soggetto, sceneggiatura e regia de Il Sorriso dell’Ultima Notte. Il film ambientato nel corso della Seconda guerra mondiale è interamente girato nel Cilento. Prodotto da Maurizio Grimaldi vede tra gli interpreti Ciro Damiano, Claudio Di Palma, Chiara Muti, Giovanni Esposito, Nadia Baldi, Gea Martire.
Nel 2009 cura soggetto, sceneggiatura e regia di Rien Va. Il film prodotto da Visioni Segrete Film, è interpretato da Roberto Herlitzka, Chiara Muti, Lello Arena. In onda su Rai 5.
Nel 2012 scrive la sceneggiatura di Veleni. Il film prodotto da Visioni Segrete Film per la regia di Nadia Baldi vede tra gli interpreti Vincenzo Amato, Roberto Herlitzka, Lello Arena, Giulio Forges Davanzati, Rossella Pugliese.
Nel 2014 cura la regia del film Examleto con Roberto Herlitzka, produzione Visioni Segrete Film in onda su Rai 5.
Nel 2015 scrive, dirige e interpreta Paolo Borsellino Essendo Stato. Prodotto da Rai Storia e Rai Uno, il docufilm è tratto dall’omonima opera letteraria edita da Feltrinelli.
Nel 2017 cura soggetto e sceneggiatura e firma la regia con Nadia Baldi de La lingua di fuoco un docu-film in onda su Rai 5, Produzione Visioni Segrete Film.
Nel 2019 cura soggetto, sceneggiatura e regia del film Il Corpo di Napoli con Claudio Di Palma e Giovanni Esposito, produzione Oberon Production.
Nel 2020 cura soggetto e sceneggiatura de Il Sorriso di San Giovanni, di cui firma la regia insieme con Nadia Baldi. Il film, prodotto dal Teatro Stabile di Napoli e Teatro Segreto, viene proiettato in prima assoluta al Torino Film Festival.
Nel 2022 cura soggetto, sceneggiatura e co-regia con Nadia Baldi del film Shakespea Re di Napoli con Alessandro Preziosi, Giovanni Esposito, Elio De Capitani, Nando Paone, Peppe Servillo, Alfonso Postiglione, Claudio Di Palma, Rossella Pugliese, Marina Sorrenti, Fulvio Cauteruccio, Simona Fredella, prodotto da Visioni Segrete Film.
Nel 2022 recita un cammeo in Esterno notte di Marco Bellocchio, interpretando il ruolo di un professore universitario che con i suoi studenti mette in scena un finto rapimento di Aldo Moro.

## Premi e Riconoscimenti
- Premio IDI 1993 per Delirio Marginale
- Medaglie d’Oro IDI 1994 – Biglietto d’Oro Agis 1994 per Delirio Marginale
- Premio Speciale Drammaturgia Europea 1995 per Shakespea Re di Napoli
- Biglietto d’Oro Agis 1995 per Shakespea Re di Napoli
- Premio Fondi La Pastora 1996 per Shakespea Re di Napoli
- Premio Candoni Arta Terme 1998 per Il Sorriso di San Giovanni
- Premio UBU migliore novità Italiana 1998 per Il Sorriso di San Giovanni
- Premio Napoli 2011 per Fuoco su Napoli
- Premio Vittorini 2011 per Fuoco su Napoli
- Premio Olimpici del Teatro 2017 per Spaccanapoli Times